# Gabriel Boschilia
Gabriel Boschilia (Piracicaba, 5 de março de 1996), mais conhecido por Boschilia, é um futebolista brasileiro que atua como meia. Atualmente, está no Operário-PR.

## Carreira

### Início
Boschilia foi uma das principais revelações da base do Guarani, onde destacou-se e despertou o interesse de diversos clubes como o Valencia, mas no final de 2012 acabou sendo vendido ao São Paulo por valores não divulgados, pelo presidente Marcelo Mingone, acusado de má fé e por negociar cerca de 130 jogadores da base do time campineiro num período muito curto.
Pelo clube do Morumbi, Boschilia conquistou a Copa do Brasil de Futebol Sub-17 de 2013, e já como uma grande promessa, disputou a Copa São Paulo de Futebol Júnior de 2014 sendo o camisa 10 e o grande destaque do time, sendo chamado para os profissionais pelo técnico Muricy Ramalho logo em seguida, ao lado do atacante Ewandro.

### São Paulo
O jogador fez sua estreia pelos profissionais do São Paulo logo após ter sido integrado no elenco, no dia 22 de janeiro de 2014 em uma partida contra o Mogi Mirim, no Morumbi, válida pelo Campeonato Paulista. Nesta partida ele deu uma assistência para o gol de Douglas fechar a vitória por 4–0.
Renovou seu contrato com o clube após ter feito dezoito anos, com o vínculo válido até 4 de março de 2019.
Estreou como titular no dia 20 de abril, diante da vitória por 3–0 em cima do Botafogo, válido pela primeira rodada do Brasileirão de 2014.
Seu primeiro gol na equipe profissional do São Paulo, foi no dia 15 de outubro de 2014, válido pela Copa Sul-Americana, contra o Huachipato, marcando o 3º gol, partida onde o Tricolor venceu por 3–2. Terminou o ano de 2014 como vice-campeão brasileiro.

### Monaco
Em 10 de agosto de 2015 foi contratado pelo Monaco para cinco temporadas.

### Standard Liége
Em 11 de janeiro de 2016 foi emprestado por 6 meses pelo Monaco ao Standard Liége para ganhar experiência.

### Nantes
Boschilia ingressou no FC Nantes, em 07 de agosto de 2018, em um contrato de empréstimo de uma temporada.

### Internacional
Foi contratado pelo Internacional em 28 de janeiro de 2020. O jogador viajará para Porto Alegre e assinará contrato com o Colorado até o final de 2022, após a realização de exames médicos.

### Coritiba
Boschilia foi contratado pelo Coritiba em agosto de 2022, com contrato válido até o fim de 2023. Em novembro de 2023, após ter seu rebaixamento no Campeonato Brasileiro confirmado, o Coritiba anunciou, via X (Twitter), que cinco jogadores do elenco, entre eles Boschilia, haviam sido dispensados pelo clube.

### Győri ETO
Em janeiro de 2024, Boschilia assinou contrato com o Győri ETO, da Hungria.[carece de fontes?] Após 15 jogos e 1 gol, em 1º de agosto de 2024, Boschilia rescindiu o contrato com o time húngaro.

### Operário
No dia 2 de agosto de 2024, Boschilia assinou com o Operário-PR, então na Série B, até o final de 2025.

## Seleção Brasileira
Boschilia foi convocado pelo técnico Alexandre Gallo para a Seleção Brasileira Sub-17 em 2013 e participou do Campeonato Mundial de Futebol Sub-17 de 2013, sendo o principal jogador do time na competição, anotando seis gols em apenas quatro partidas e sendo o vice-artilheiro da competição. Estava suspenso na partida das quartas-de-final aonde o Brasil foi eliminado pelo México nos pênaltis.
Pelo mesmo técnico, o atleta foi chamado para a Seleção Brasileira Sub-21 para um amistoso contra o México, no dia 26 de janeiro de 2014, no estádio Vila Belmiro, em uma partida que resultou no empate por 1–1.
Foi convocado para a disputa do Torneio de COTIF em agosto de 2014, pela Seleção Brasileira - Sub 20, na sua estreia, o Brasil empatou com o Catar por 1–1.

## Vida pessoal
É neto do falecido árbitro Dulcídio Wanderley Boschillia.

## Títulos
São Paulo
- Copa do Brasil Sub-17: 2013 (categorias de base)

Monaco
- Campeonato Francês: 2016–17

Operário-PR
- Campeonato Paranaense: 2025[10]

Seleção Brasileira Sub-20
- Panda Cup: 2014[11]
- Torneio Internacional de COTIF: 2014